# Caraga
Pour l’article homonyme, voir Caraga (ville).
Caraga est une région administrative des Philippines située au nord-est de l'île de Mindanao. Aussi appelée Région XIII, elle a été fondée le 25 février 1995 par l'Acte Républicain No. 7901. Elle comporte cinq provinces : Agusan du Nord, Agusan du Sud, Surigao du Nord, Surigao du Sud et les Îles Dinagat, ainsi que six villes : Bayugan, Butuan, Cabadbaran, Surigao, Tandag et Bislig. Elle est divisée plus finement en  67 municipalités et 1 311 barangays. Sa capitale est Butuan.